# دریچه‌ای به‌سوی کیهان
دریچه‌ای به‌سوی کیهان نام اولین رمان مشترک استیون و لوسی هاوکینگ است.
استیون هاوکینگ، استاد ریاضیات و فیزیک نظری در دانشگاه کمبریج است. او پس از انیشتن به‌عنوان یکی از نوابغ فیزیک نظری به‌حساب می‌آید. کتاب او به نام تاریخچهٔ زمان، که برای بزرگسالان نوشته‌است یکی از پرفروش‌ترین کتاب‌های علمی در جهان است.
لوسی هاوکینگ، دختر استیون و نویسندهٔ دو رمان است و برای بسیاری از روزنامه‌های بریتانیا قلم می‌زند. او به‌همراه پسرش در کمبریج زندگی می‌کند.
در ژوئن ۲۰۰۶، هاوکینگ که برای یک سخنرانی به هنگ‌کنگ سفر کرده‌بود، اعلام کرد که تصمیم دارد به‌همراه دخترش، لوسی، کتابی علمی برای کودکان بنویسد. لوسی هاوکینگ گفت: «[این کتاب] داستانی است برای کودکان که در آن شگفتی‌های گیتی شرح داده می‌شود».

## فهرست مطالب
فهرست مطالب ارائه‌شده در این کتاب:
- آسمان شب
- ماه
- نور ستارگان
- ذرات
- مواد
- دما
- پلوتو
- جِرم
- دنباله‌دارها
- منظومهٔ شمسی
- زحل
- مشتری
- کمربند سیارکی
- جوّ اولیه
- آزمایش میلرو
- اگزوپلنت‌ها
- مریخ
- ستارهٔ نوترونی
- زمین

## شرح داستان
در همسایگی خانهٔ پسری به نام جرج، خانواده‌ای زندگی می‌کنند که پدر آن دانشمندی در حوزهٔ نجوم است و جرج نیز با آشنایی با آن‌ها وارد این وادی می‌شود. اریک (دانشمند) ابرکامپیوتری دارد که می‌تواند با آن به فضا سفر کند. جرج با دختر اریک (آنی) دوست می‌شود و همراه آنی به سفرهای فضایی (دنباله‌دار و سیاه‌چاله و…) سفر می‌کند که البته در این بین اتفاقات و ماجراهای متفاوتی رخ می‌دهد.

## ترجمه به فارسی
این کتاب توسط گروهی از مترجمان به فارسی برگردانده شده و از سوی انتشارات سبزان به چاپ رسیده‌است:
- محمدحسین پورعباس
- سیدمحمد اکبرپور
- امیرحسین فرجادنسب